# Saint-Nicolas, Pas-de-Calais
Saint-Nicolas är en kommun i departementet Pas-de-Calais i regionen Hauts-de-France i norra Frankrike. Kommunen ligger i kantonen Arras-Nord som tillhör arrondissementet Arras. År 2022 hade Saint-Nicolas 4 548 invånare.

## Befolkningsutveckling
Antalet invånare i kommunen Saint-Nicolas
| Referens: INSEE |